# Cinco tenedores
Cinco tenedores es una comedia española estrenada el 11 de febrero de 1980, dirigida por Fernando Fernán Gómez y protagonizada por Concha Velasco, José Sazatornil y Rafael Alonso.

## Sinopsis
Aurelio y Maruja son un matrimonio que regenta su propio restaurante de lujo, además de formar parte de un selecto club de cazadores. El cocinero del restaurante se halla prófugo de la justicia después de haber asesinado a su mujer por adulterio y ahora la pareja tiene que cuidar del hijo de éste, Miguel, que también es su ahijado. Maruja le acoge como si fuese el hijo que no había podido tener pero pronto ese amor parental se transforma en algo que tiene consecuencias.

## Reparto
- Concha Velasco: Maruja.
- José Sazatornil: Aurelio García.
- Rafael Alonso: Chema.
- Agustín González: Agustín.
- William F. Sully: Herman Keller.
- Manuel de Benito: Miguel.
- Alicia Sánchez: Eulalia Berenguer.
- Manuel de Blas: el Doctor Ibáñez.